# Lądowisko Famur
Lądowisko Famur – lądowisko śmigłowcowe w Katowicach, w województwie śląskim, zlokalizowane przy ul. Armii Krajowej 51.
Zarządzającym lądowiskiem jest firma Grupa Famur. Oddane do użytku zostało w roku 2014 i jest wpisane do ewidencji lądowisk Urzędu Lotnictwa Cywilnego pod numerem 264.